# Thunder (groupe)
Pour les articles homonymes, voir Thunder.
Thunder est un groupe britannique de hard rock, originaire de Londres, en Angleterre. 
En 1989, à la suite de la séparation de leur groupe Terraplane, le guitariste Luke Morley et le chanteur Danny Bowes forment le groupe Thunder, avec le batteur Gary James, le bassiste Mark « Snake » Luckhurst (remplacé par Mikael Höglund début 1993 et Chris Child en février 1997) et le guitariste et claviériste Ben Matthews. Leur premier album Backstreet Symphony est produit par Andy Taylor du groupe Duran Duran. Le groupe s'arrête de 2000 à 2002, puis revient en 2003.

## Histoire

### Débuts et succès (1989–1991)
Le 1er janvier 1989, pendant le nouvel an, le groupe Terraplane est dissous par le chanteur Danny Bowes et le guitariste Luke Morley, qui décideront de former un nouveau groupe sous le nom de Thunder. Plus tard dans le mois, le duo enregistre plusieurs démos aux Great Linford Manor Studios de Milton Keynes avec le producteur Andy Taylor et l'ingénieur-son Ben Matthews, accompagnés du batteur de Terraplane, Gary « Harry » James, qui remplacera un batteur qui devait venir mais qui ne sera pas venu. D'après Morley, le nom du groupe mêle deux éléments : une chanson intitulée Distant Thunder qu'il a écrit, et le premier album de Taylor.
Après avoir signé chez EMI en 1989, à la suite d'une audition, le groupe commence à enregistrer leur premier album Back Street Symphony. Leur producteur, Andy Taylor (membre du groupe Duran Duran) leur font créer des ballades blues rock. L'album est un grand succès au Royaume-Uni, ils participent au Monsters of Rock Festival à Donington Park en 1990. Leur performance en a été saluée, ce qui augmenta leur niveau de popularité. 
À un moment où le Grunge fait son apparition dans le paysage du Rock, leur album suivant, Laughing on Judgement Day, sort le 24 août 1992 et atteint la 2ème place dans les charts. Certainement dû au succès rapide, cette période a été la plus houleuse et mouvementée du groupe. Snake quitte le groupe après la tournée et a été remplacé par le bassiste suédois Mikael Höglund.

### Suites du succès (1991–1996)
Pendant plusieurs mois, entre mai et août 1994, le groupe enregistre, dans différents studios, leur troisième album Behind Closed Doors. Celui-ci sera commercialisé le 23 janvier 1995. Bien que cet album atteindra la 5e place dans les charts, il sera le dernier pour EMI. Ils se séparent du label avec leur compilation Their Finest Hour (And a Bit) qui comporte des chansons inédites ainsi qu'un reprise. 
Pour raisons personnelles, Mikael Höglund ne participe pas à l'enregistrement de The Thrill of it All, leur 4e album. C'est Luke Morley lui-même qui y joue de la basse. Ce disque est publié chez B Lucky, un label indépendant et sort le 1er septembre 1996. Pendant ce temps, le groupe recrute le bassiste Chris Childs pour la tournée et qui restera avec eux pour le reste de leur carrière. 

### Dernières activités et séparation (1997–2002)

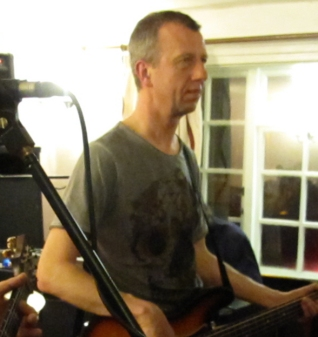
Chris Childs a remplacé Mikael Micke Höglund à la basse en 1996 et fait toujours partie du groupe.

Le groupe retourne en studio en avril 1998 pour enregistrer son cinquième album studio Giving the Game Away. Le premier aperçu de l'album est publié sous la forme du single Play that Funky Music en juin, qui atteint le top 40 du UK Singles Chart. Just Another Suicide (renommé You Wanna Know pour la sortie au Royaume-Uni) est publié en tant que deuxième single de l'album en mars 1999, atteignant la 49e place du UK Singles Chart, suivi une semaine plus tard par l'album qui atteint la même position dans le UK Albums Chart. Le groupe effectue une tournée de promotion de l'album au Royaume-Uni en mai et début juin, avant d'annoncer plus tard dans l'année qu'il allait se séparer, en publiant un communiqué dans lequel il déclare : « Après un grand nombre d'explorations, de discussions et de recherches d'âme, nous avons décidé de nous séparer. Les raisons sont nombreuses et complexes, mais pour faire court, nous pensons que nous n'avons pas le choix. Nous devons insister sur le fait que cette décision est due à des forces commerciales extérieures et non à des différences personnelles ou musicales au sein du groupe ». Parlant de la décision de dissoudre Thunder, Bowes a expliqué que « c'était une simple question d'économie. Nous avions de plus en plus de mal à trouver une maison de disques qui nous permette d'être compétitifs », tandis que Morley ajoute qu'« il n'y avait aucun moyen de se développer ».
1999, l'année où sort leur 5e album studio, qui a pour titre Giving the Game Away. Musicalement, il est plus centré sur les claviers, contient moins de guitare et a une approche plus douce.  Enregistré en avril 1998, il sort le 24 février 1999 et marque également le dixième anniversaire du groupe. À l'automne de cette même année, ils annoncent, à la grande consternation de leurs fans, qu'il arrêtaient. C'est après une tournée en Angleterre en novembre et quelques concert au Japon début 2000, qu'ils décident d'arrêter. 
Le 4 mai 2000 est leur dernier concert (au Dingwalls Camden à Londres) qui a été enregistré pour l'album live They Think It's All Over... It is Now.

### Retour et autres activités (2002–2009)
Monsters of Rock UK, le festival auquel ils participent fin 2002 leur donne envie de reprendre. Ce retour se concrétise en 2003 avec l'arrivée d'un nouvel album, Shooting at the Sun via leur propre label, STC Recordings. 
Le 21 février 2005 sort The Magnificent Seventh , leur 7e album studio toujours par l'intermédiaire de leur label. I Love You More than Rock'n'Roll, le single issus de ce dernier, se hisse à la 27e place au UK Singles Chart. Le groupe retrouve alors son public et en 2006, il participe une nouvelle fois au Monsters of Rock et partage l'affiche avec de grand groupe comme Deep Purple, Alice Cooper, Journey, Queensrÿche et d'autres encore. Par ce concert, Thunder est considéré comme un des meilleurs groupe live anglais. 
Le groupe sort son huitième album le 30 octobre 2006 qui revient avec leur style hard blues rock et contenant de gros riffs. Un single, The Devil Made do it, tiré de cet album, arrive à la 40e place au UK Singles chart. Un clip pour cette chanson est aussi réalisée. Une tournée européenne est entreprise au début de 2007 en passant par l'Espagne, la France, la Belgique, les Pays-Bas, l'Allemagne et l'Italie. Elle se terminera en Novembre et Décembre de cette même année en revenant au Royaume-Uni.
Quasiment un an après leur tournée, Thunder dévoile et sort Bang! leur neuvième album le 7 novembre 2008.

### Pause, autres retours et dernières activités (depuis 2009)
Thunder annonce sa décision d'arrêter le 28 janvier 2009 via leur site web. Des motivations externes comme raisons de la séparation, les membres jouant dans d'autres groupes quand ils ne sont pas en tournée avec Thunder. Le chanteur, Bowes, mentionne aussi les contraintes de la gestion d'un site web pour le groupe et le management. Ils parcourent l'Europe et le Japon avant de retourner chez eux pour les Britanniques, une tournée d'adieu en juillet 2009, leur dernier concert est joué au Hammersmith Apollo le 11 juillet, mais le groupe fait quand même une apparition au festival Rock of Ages en Allemagne le 31 juillet. Leur dernier show se déroule au Sonisphere Festival, à Knebworth, le 1er août 2009.
Il faut attendre sept ans, courant 2015, pour que Thunder se reforme et marque son grand retour, au sommet de son art, avec l'album Wonder Days, leur dixième. L'influence Led Zeppelin est un peu plus prononcé sur ce nouveau disque avec les titres Wonder Days (la chanson-titre), Shasing Shadows et I Love the Week End. Un album de grande qualité et un des meilleurs de la discographie du groupe, selon les fans. Deux ans plus tard, le 10 février 2017, jour pour jour, sort Rip it Up leur onzième opus, après un Wonder Days acclamé par la presse et les fans de la première heure. Thunder fidèle à lui-même, continue d'offrir un hard rock teinté de Blues. Leur histoire continue d'être écrite dans la continuité de leur déjà longue carrière. 
Le 1er décembre 2017, le groupe sort le single Christmas Day, qui comprend une version ré-enregistrée de Love Walked In et un Low Life in High Places et Heartbreak Hurricane en version acoustique.
En 2021 sort Please Remain Seated chez BMG, un album qui contient des chansons déjà connues du répertoire du groupe, mais celles-ci sont réarrangée et ré-enregistrée sous forme de compilation. Des titres moins connus (ou des faces B) qui permettent aux fans de se les réapproprier. Il sort le 18 janvier 2019 et se classe 8e au UK Albums Chart.
En octobre 2022, le dernier album du groupe est Dopamine, qui contient seize chansons et constitue le premier double-album du groupe. Le premier single s'intitule The Western Sky. Le site web musical Blabbermouth.net fait l'éloge de la chanson comme montrant Thunder sonnant « aussi immédiat que jamais », tout en étiquetant The Western Sky comme un « morceau tranchant, axé sur les riffs ». Le clip associé, qui se concentre sur une randonnée à moto parmi divers paysages isolés, fait ses débuts sur YouTube le 17 février 2022.

## Discographie

### Compilations et albums live
- 1995 : Live Circuit (enregistré live entre 1994 et 1995 en Grande-Bretagne)
- 1995 : Their Finnest Hour (and a Bit): The Best of Thunder
- 1999 : The Rare, the Raw and the Rest... (compilation de faces B, inédits, live,...)
- 2000 : They Think It's All Over... It is Now (Enregistré live le 4 mai 2000 à Dingwalls, Londres)
- 2003 : Ballads
- 2004 : The Best of Thunder - Live! (enregistré live les 12, 13, 15 et 16 novembre 1997 au Royaume-Uni)
- 2009 : The Very Best of Thunder
- 2019 : The Greatest Hits